# Димитріос Фокас
Димитріос Фокас  (1886, Афіни — 1966) — грецький віце-адмірал і член Афінської академії наук.
Народився в 1886 році в Афінах, в сім'ї лікаря Герасима Фокаса. Поступив в військово-морське училище, яке закінчив зі званням молодшого лейтенанта в 1905 році. Узяв участь в Балканських війнах в званні лейтенанта, на борту броненосця «Ідра», який брав участь у морських битвах при Еллі та Лемносі.
Під час Першої світової війни був командиром морської бази Самоса, а потім узяв участь в поході військ Антанти в Україну.
| Персоналії | Це незавершена стаття про особу. Ви можете допомогти проєкту, виправивши або дописавши її. |